# LG Black Label
La serie Black Label è una serie di telefonia mobile creata da LG Electronics.
Attualmente, sono state messe in commercio 4 versioni:
- LG Chocolate (KG800) (versione internazionale) - maggio 2006
LG Chocolate (VX8500) (versione US) - luglio 2006
- LG Shine - 2007
- LG Secret - 3 maggio 2008
- New Chocolate BL40 - 2009
New Chocolate BL20 - ottobre 2009